# NGC 2496
NGC 2496 est une vaste galaxie elliptique relativement éloignée et située dans la constellation du Petit Chien. NGC 2496 a été découverte par l'astronome américain Lewis Swift en 1885.

## Caractéristiques
Sa vitesse par rapport au fond diffus cosmologique est de 9 792 ± 20 km/s, ce qui correspond à une distance de Hubble de 144 ± 10 Mpc (∼470 millions d'al).
Selon la base de données Simbad, NGC 2496 est une radiogalaxie.